# Zehenmühle
Die Zehenmühle (auch: Zehmühle und Zeh-Mühle) in der Straße „In der Mordach 5“ ist eine ehemalige Mühle in der Gemeinde Mühltal im hessischen Landkreis Darmstadt-Dieburg am Westrand des Odenwaldes. 

## Geographische Lage
Die Zehenmühle steht an einem Mühlgraben im Weiler In der Mordach.

## Geschichte und Beschreibung
Die Mühlenanlage wurde wahrscheinlich im Jahre 1703 erbaut.
Von der Mühlenanlage sind die Nebengebäude weitgehend erhalten geblieben.
Das Wohnhaus wurde im 20. Jahrhundert im Herrenhausstil umgebaut.

## Denkmalschutz
Die Mühlenanlage lässt in ihrer Struktur und den Formen der Nebengebäude noch gut den Mühlencharakter erkennen. 
Der Restbestand der historischen Bausubstanz dokumentiert die wirtschaftsgeschichtliche Bedeutung der Mühlenanlage.
Aus architektonischen, industriegeschichtlichen, ortsgeschichtlichen und wirtschaftsgeschichtlichen Gründen steht das Bauwerk unter Denkmalschutz.

## Varia
Heute ist die sanierte Mühlenanlage ein reines Wohngebäude, das von der Familie Hoffie bewohnt wird.